# Krzyż Waleczności Wojskowej (Francja)
Krzyż Waleczności Wojskowej (fr. Croix de la valeur militaire) – francuskie odznaczenie wojskowe, ustanowione 11 kwietnia 1956 roku, wzorowane na Krzyżu Wojennym. 

## Historia
Krzyż został ustanowiony w okresie powstania zbrojnego w Algierii (1954–1962). Ponieważ władze Francji aż do 18 października 1999 nie uznawały tego konfliktu za wojnę, tylko operację bezpieczeństwa i utrzymania porządku, żołnierzom służącym tam nie przysługiwało prawo do odznaczenia Krzyżem Wojennym TOE. W związku z tym zaistniała potrzeba wprowadzenia nowego odznaczenia będącego odpowiednikiem Krzyża Wojennego w czasie pokoju.

## Zasady nadawania
Odznaczenie jest nadawane żołnierzom francuskich sił zbrojnych, bez względu na stopień i rodzaj broni, służącym w misjach pokojowych, stabilizacyjnych lub podczas służby w kraju, wyróżnionym w rozkazach za czyny waleczności, żołnierzom państw sprzymierzonych, osobom cywilnym, a także oddziałom i pododdziałom wojskowym. 
Krzyż ten, podobnie jak Krzyż Wojenny, posiada dodatkowe oznaczenia otrzymywane za wyróżnienie w rozkazie dziennym, które mocowane są do wstążki lub baretki odznaczenia:
- srebrna palma (palme d’argent) – za pięciokrotne wyróżnienie w rozkazie armii,
- brązowa palma (palme de bronze) – za wyróżnienie w rozkazie armii,
- złota gwiazdka (étoile de vermeil) – za wyróżnienie w rozkazie korpusu,
- srebrna gwiazdka (étoile d’argent) – za wyróżnienie w rozkazie dywizji,
- brązowa gwiazdka (étoile de bronze) – za wyróżnienie w rozkazie brygady lub pułku,

Każde wyróżnienie może zostać nadane wielokrotnie, a liczba wyróżnień odpowiada ilości gwiazdek lub palm umieszczanych na wstążce.

## Oznaka
Oznakę stanowi wykonany z pozłacanego brązu krzyż kawalerski o wymiarach 36 × 36 mm, o gładkich ramionach pod którymi widoczne są dodatkowe krótsze i szersze ramiona. Okrągły centralny medalion przedstawia głowę kobiecą otoczoną pierścieniem z napisem: REPUBLIQUE / FRANCAISE oraz laurowym wieńcem. Na rewersie znajduje się napis: CROIX / DE LA / VALEUR / MILITAIRE. Wstążka jest czerwona z szerokim białym paskiem pośrodku i węższymi paskami po bokach. Na wstążce umieszcza się palmy oraz pięcioramienne złote, srebrne i brązowe gwiazdki (opisane powyżej).